# San Miguel el Grande
San Miguel el Grande là một đô thị thuộc bang Oaxaca, México. Năm 2005, dân số của đô thị này là 3086 người.